# Mogrenda
Mogrenda – wieś w zachodniej Norwegii, w okręgu Sogn og Fjordane, w gminie Eid. Wieś położona jest nad rzeką Eidselva, na zachodnim krańcu jeziora Hornindalsvatnet. Mogrenda leży ok. 5 km na wschód od miejscowości Nordfjordeid i około 10 km na południe od miejscowości Lote.
W 2013 roku wieś liczyła 308 mieszkańców. 
W pobliżu wsi przebiega europejska trasa E39 oraz norweska droga krajowa nr 15. Te połączenia drogowe łączą wieś z miejscowościami: Nordfjordeid od zachodu, Volda od północy, Stryn od wschodu oraz Sandane od południa.